# Pseudoclimaciella congensis
Pseudoclimaciella congensis är en insektsart som först beskrevs av Navás 1936.  Pseudoclimaciella congensis ingår i släktet Pseudoclimaciella och familjen fångsländor. Inga underarter finns listade i Catalogue of Life.